# هارولد فاينستاين
هارولد فاينستاين (بالإنجليزية: Harold Feinstein)‏ هو مصور وفنان أمريكي، ولد في 17 أبريل 1931 في بروكلين في الولايات المتحدة، وتوفي في 20 يونيو 2015 في ميريماك في الولايات المتحدة.

## وصلات خارجية
- الموقع الرسمي